# Lgota Wielka
Lgota Wielka è un comune rurale polacco del distretto di Radomsko, nel voivodato di Łódź.
Ricopre una superficie di 63,08 km² e nel 2004 contava 4 455 abitanti.